# Lactucinae
Lactucinae es una subtribu de la tribu Cichorieae de plantas con flores perteneciente a la familia Asteraceae, subfamilia Cichorioideae.

## Descripción
Las plantas de Lactucinae son perennes y todas con látex. Los tallos son erectos y ascendentes, en algunas especies las glándulas están presentes en la parte apical (Cicerbita ). En el género Lactuca los tallos contienen muchas hojas. Las hojas están por lo general profundamente dividida, pero en otras especies son completas ( Lactuca sativa ) o sagitadas ( Lactuca saligna ). A lo largo del tallo las hojas están dispuestas en una forma alterna. Las cabezas de las flores se componen sólo de flores liguladas (no más de una docena) hermafroditas y de color amarillo o azul. Las anteras en la base son agudas, mientras que los estigmas son filiformes y vellosas por el envés con la superficie interna estigmática. Los frutos son aquenios comprimidos con vilanos peludos (pelos erizados casi simples y dispuestos en dos filas) en algunas especies la parte superior del aquenio es picuda.

## Distribución y hábitats
Las especies de esta subtribu se distribuyen en Europa, África, Asia y América del Norte.

## Géneros
Especies según Cichorieae:
- Cicerbita
- Faberia
- Lactuca
- Melanoseris
- Notoseris
- Paraprenanthes
- Parasyncalathium

Según la reciente revisión filogenética de Kilian (2009) la subtribu Lactucinae comprende 3 géneros, con unas 230 especies:
- Cicerbita Wallr. (1822)

= Mycelis Cass. (1824)
= Melanoseris Decne. (1843)
= Cephalorrhynchus Boiss. (1844)
= Chaetoseris C. Shih (1991)
= Zollikoferiastrum (Kirp.) Kamelin (1993)
- Lactuca L. (1753)

= Mulgedium F.W. Schmidt (1795)
= Scariola F.W. Schmidt (1795)
= Steptorhamphus Bunge (1852)
= Lactucopsis Vis. & Pančić (1870)
= Lagedium Soják (1961)
= Pterocypsela C. Shih (1988)
= Lactucella Nazarova (1990)
- Notoseris C. Shih (1987)

= Paraprenanthes C. Shih (1988)
= Stenoseris C. Shih (1991)
= Kovalevskiella Kamelin (1993)
Algunos autores reconocen la validez de algunos géneros que Killian considera sinónimos:
- Chaetoseris C.Shih (1991) (=Cicerbita)
- Paraprenanthes C.Shih (1988) (=Notoseris)
- Stenoseris C.Shih (1991) (=Notoseris)

Otros discuten la validez de Cicerbita, que consideran un sinónimo de Lactuca.